# بوهدان گونسئور

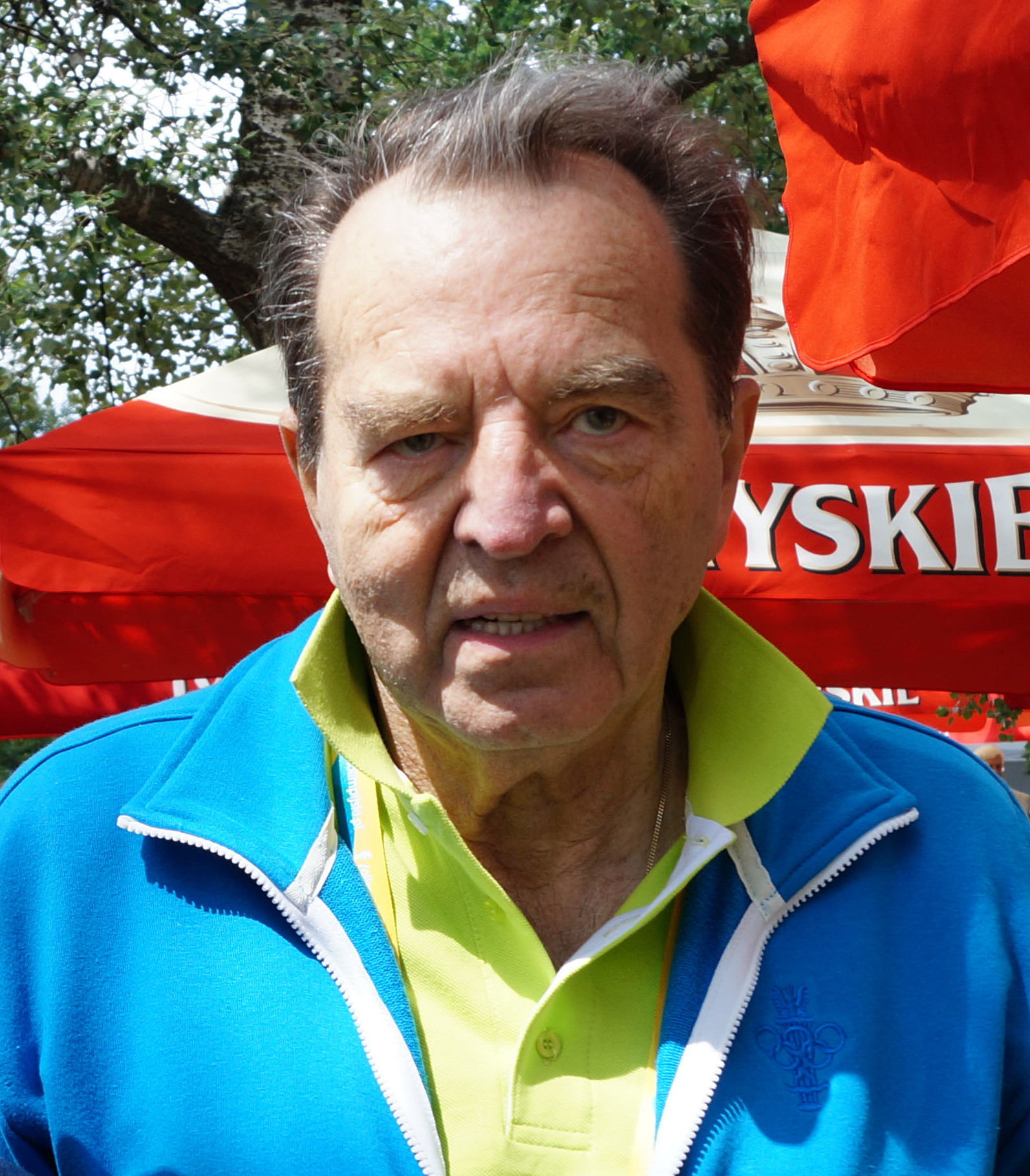
تصویر واقعی از بوهدان

بوهدان گونسئور (انگلیسی: Bohdan Gonsior؛ زادهٔ ۱۶ فوریهٔ ۱۹۳۷) ورزشکار شمشیربازی اهل لهستان است.
وی در مسابقات کشوری و بین‌المللی در مجموع برندهٔ ۱ مدال برنز شده‌است.